# National Basketball Association 1953/1954
National Basketball Association 1953/1954 var den 8:e säsongen av den amerikanska proffsligan i basket. Säsongen inleddes den 30 oktober 1953 och avslutades den 14 mars 1954 efter 324 seriematcher, vilket gjorde att samtliga nio lagen spelade 72 matcher var.
Måndag den 12 april 1954 säkrade Minneapolis Lakers sin femte titel på sex år efter att ha vunnit mästerskapet genom att besegra Syracuse Nationals med 4-3 i matcher i en finalserie i bäst av sju matcher.
All Star-matchen spelades den 21 januari 1954 i Madison Square Garden i New York. Eastern Division vann matchen över Western Division med 98-93 efter förlängning.

## Grundserien
Not: V = Vinster, F = Förluster, PCT = Vinstprocent
Not 2: De 3 bästa lagen i varje division gick vidare till en slutspelsserie där lagen mötte de andra 2 lagen från sin egen division i dubbelmöten.
- Lag i GRÖN färg till en slutspelserie.
- Lag i RÖD färg har spelat klart för säsongen.

| Lag                   | V  | F  | PCT  |
| --------------------- | -- | -- | ---- |
| New York Knicks       | 44 | 28 | .611 |
| Syracuse Nationals    | 42 | 30 | .583 |
| Boston Celtics        | 42 | 30 | .583 |
| Philadelphia Warriors | 29 | 43 | .403 |
| Baltimore Bullets     | 16 | 56 | .222 |

| Lag                | V  | F  | PCT  |
| ------------------ | -- | -- | ---- |
| Minneapolis Lakers | 46 | 26 | .639 |
| Rochester Royals   | 44 | 28 | .611 |
| Fort Wayne Pistons | 40 | 32 | .556 |
| Milwaukee Hawks    | 21 | 51 | .292 |

## Slutspelsserie
Not: V = Vinster, F = Förluster
- Lag i GRÖN färg till semifinal.
- Lag i RÖD färg har spelat klart för säsongen.

| Lag                | V | F |
| ------------------ | - | - |
| Syracuse Nationals | 4 | 0 |
| Boston Celtics     | 2 | 2 |
| New York Knicks    | 0 | 4 |

| Lag                | V | F |
| ------------------ | - | - |
| Minneapolis Lakers | 3 | 0 |
| Rochester Royals   | 2 | 1 |
| Fort Wayne Pistons | 0 | 4 |

## Slutspelet
Efter slutspelsserien gick de två bästa lagen i den östra och västra division gick till semifinalspel, där lagen ifrån samma division möttes i semifinalspelet i bäst av 3 matcher. Finalserien avgjordes i bäst av 7 matcher.
|  | Divisionsfinaler | Divisionsfinaler | Divisionsfinaler |          |    | NBA-final   | NBA-final | NBA-final |  |
|  |                  |                  |                  |          |    |             |           |           |  |
|  | W1               | Minneapolis      | 2                |          |    |             |           |           |  |
|  | W1               | Minneapolis      | 2                |          |    |             |           |           |  |
|  | W2               | Rochester        | 1                |          |    |             |           |           |  |
|  | W2               | Rochester        | 1                |          | W1 | Minneapolis | 4         |           |  |
|  | Western Division |                  |                  |          | W1 | Minneapolis | 4         |           |  |
|  |                  |                  | E1               | Syracuse | 3  |             |           |           |  |
|  | E1               | Syracuse         | E1               | Syracuse | 3  | 2           |           |           |  |
|  | E1               | Syracuse         |                  |          |    |             |           |           |  |
|  | E2               | Boston           | 1                |          |    |             |           |           |  |

### NBA-final
Minnesota Lakers mot Syracuse Nationals
| Match   | Datum    | Hemmalag  | Bortalag  | Resultat |
| ------- | -------- | --------- | --------- | -------- |
| Match 1 | 31 mars  | Minnesota | Syracuse  | 79 - 68  |
| Match 2 | 3 april  | Minnesota | Syracuse  | 60 - 62  |
| Match 3 | 4 april  | Syracuse  | Minnesota | 67 - 81  |
| Match 4 | 8 april  | Syracuse  | Minnesota | 80 - 69  |
| Match 5 | 10 april | Syracuse  | Minnesota | 73 - 84  |
| Match 6 | 11 april | Minnesota | Syracuse  | 63 - 65  |
| Match 7 | 12 april | Minnesota | Syracuse  | 87 - 80  |

Minnesota Lakers vann finalserien med 4-3 i matcher